# جدجد عابر
جدجد عابر (الاسم العلمي: Gryllus contingens) هو نوع من الحشرات يتبع جنس الجدجد من فصيلة الجداجد الحقيقية.